# 218
218 (CCXVIII) je bilo navadno leto, ki se je po julijanskem koledarju začelo na četrtek.

## Dogodki
- 1. januar

## Smrti
- 8. junij - Makrin, 24.cesar Rimskega cesarstva (* 165)
- Diadumenijan, cesar Rimskega cesarstva (* 208)